# クリス・デューホン
'クリス・デューホン（Chris Nicholas Duhon 1982年8月31日 - ）は、アメリカ合衆国のルイジアナ州マモウ出身の元バスケットボール選手。身長185cm。体重84kg。ポジションはポイントガード。デューク大学出身。

## 経歴
名門デューク大学に4年間在籍した後、2004年のNBAドラフトで2巡目38位指名をシカゴ・ブルズから受けてNBA入りした。
1年目から多くの出場機会を得て82試合すべてに出場、うち73試合に先発出場を果たし、5.9得点、4.9アシストを記録。ブルズの9年ぶりのプレーオフ出場に貢献した。
2年目は8.7得点、5.0アシストの記録を残し、成長の後を残す。
3年目はチームの構想から次第にはずれ、出場時間が減少する苦しいシーズンとなった。
2007-08シーズン終了後の2008年7月4日、FAになったデュホーンは2年1200万ドルでニューヨーク・ニックスと契約した。ステフォン・マーブリーに代わる先発PGとして期待された。
2010年7月、オーランド・マジックと契約を結んだ。
2012年8月10日、4チームが絡んだ大型トレードでロサンゼルス・レイカーズに移籍した。

## プレースタイル
1試合平均25分前後の出場時間で、控えのガードとしては及第点のミスの少ないプレーを見せる。ただ、キャリア通算でFG成功率は4割を切っていて、シュートセレクションに課題を残している。